# Мур-Ситтерли, Шарлотта
Шарлотта Мур-Ситтерли (англ. Charlotte Emma Moore-Sitterly, 1898—1990) — американский физик и астрофизик.

## Биография
Родилась в Эрсильдоне (штат Пенсильвания), в 1920 году окончила Суортмор-колледж. В 1920—1925 и 1928—1929 годах работала вычислителем в Принстонской обсерватории, в 1925—1928 годах — в обсерватории Маунт-Вилсон. В 1931—1945 годах — сотрудник Принстонской обсерватории. В 1945—1970 годах работала в Национальном бюро стандартов в Вашингтоне, в 1971—1978 годах — в научно-исследовательской лаборатории Военно-морского флота США.
Основные труды в области атомной спектроскопии. Выполнила фундаментальные лабораторные исследования по анализу и отождествлению спектров многих химических элементов. Составила таблицы линий мультиплетов, представляющих интерес для астрофизики (1945), таблицы атомных энергетических уровней (1949—1958), таблицы ультрафиолетовых мультиплетов (1950—1962). Выполнила (1932) отождествление атомных линий и измерение их интенсивностей в спектре солнечных пятен; в 1947 участвовала в исследовании инфракрасного спектра Солнца, проведенном X. Д. Бэбкоком в обсерватории Маунт-Вилсон. Совместно с М. Г. И. Миннартом и Я. Хаутгастом на основе известного Утрехтского атласа составила фундаментальные таблицы линий солнечного спектра для области 2935 — 8770 Å.
Член Национальной АН США. Президент Комиссии N 14 «Фундаментальные спектроскопические данные» Международного астрономического союза (1961—1967).
Премия Энни Кэннон Американского астрономического общества (1937), Серебряная (1951) и Золотая (1960) медали министерства торговли США, премия Меггерса Американского оптического общества (1972), медаль Брюс Тихоокеанского астрономического общества (1990).
В её честь назван астероид № 2110.